# Омлоп ван хет Хегеланд
Омлоп ван хет Хегеланд (нидерл. Omloop van het Hageland) — шоссейная однодневная велогонка, проходящая по территории Бельгии с 2005 года.

## История

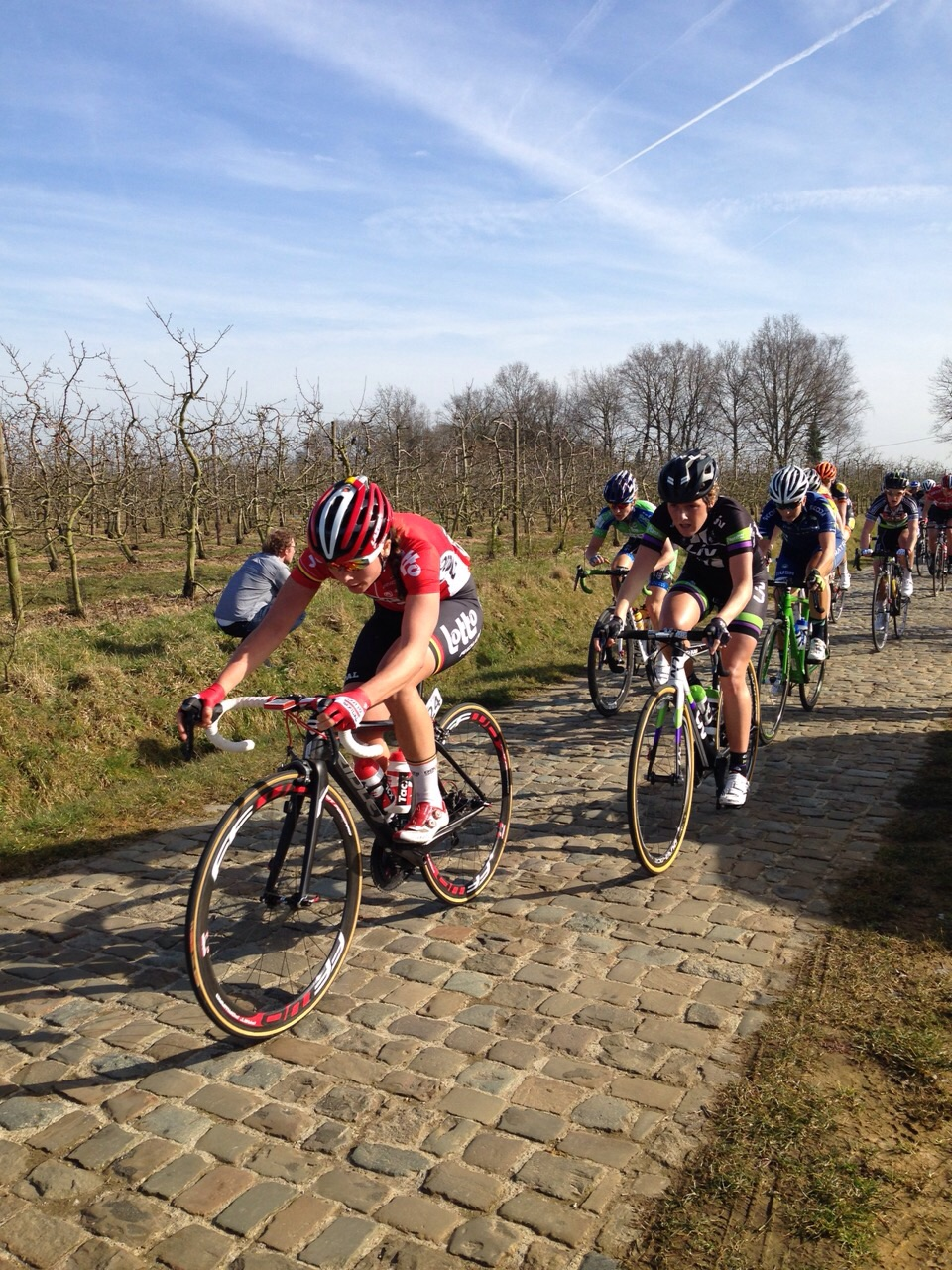
Прохождение брусчатого участка во время гонки 2015 года

Гонка была создана в 2005 году и первые годы проводилась в рамках национального календаря. В 2011 году вошла в Женский мировой шоссейный календарь UCI.
В 2021 году была отменена из-за пандемии COVID-19.
Маршрут гонки проходит в регионе Хагеланд провинции Фламандский Брабант. Изначально старт находился в Tielt-Winge, с 2019 года он переместился Тинен. Финиш всегда располагается в Tielt-Winge. Сама трасса представляет один повторяющийся круг или несколько разных кругов, включающий два-три брусчатых участка и подъём Roeselberg (0,7 км с градиентом 4,7%). С 2019 года, после переноса места старта, добавился участок подъезда к кругам. Общая протяжённость дистанции составляет чуть больше 120 км.

## Призёры
| Год  | Победитель         | Второй                 | Третий                 |          |
| ---- | ------------------ | ---------------------- | ---------------------- | -------- |
| 2005 | Людивин Анрион     | Ильзе Гелдхоф          | Аня Нобус              |          |
| 2006 | Ильзе Гелдхоф      | Аня Нобус              | Карен Стирс            |          |
| 2007 | Луиза Мориарти     | Йоланди Дю Туа         | Ливе Кингкс            |          |
| 2008 | Лисбет Де Вохт     | Биргит Зольнер         | Ильзе Гелдхоф          |          |
| 2009 | Андреа Босман      | Мартине Брас           | Маша Пейненборг        |          |
| 2010 | Эмма Юханссон      | Мартине Брас           | Грейс Вербеке          |          |
| 2011 | Эмма Юханссон      | Адри Виссер            | Шукье Дюфоер           |          |
| 2012 | Элизабет Армитстед | Полин Ферран-Прево     | Элиза Лонго Боргини    |          |
| 2013 | Эмили Коллинз      | Шелли Олдс             | Эмма Юханссон          |          |
| 2014 | Элизабет Армитстед | Эмма Юханссон          | Одри Кордон            |          |
| 2015 | Жольен Д'Ор        | Хантал Блак            | Сара Мустонен          |          |
| 2016 | Марта Бастианелли  | Леа Кирхманн           | Лотта Лепистё          |          |
| 2017 | Жольен Д'Ор        | Хлоя Хоскинг           | Сара Рой               |          |
| 2018 | Эллен Ван Дейк     | Хлоя Хоскинг           | Жольен Д'Ор            |          |
| 2019 | Марта Бастианелли  | Лотта Лепистё          | Леа Кирхманн           |          |
| 2020 | Лорена Вибес       | Марта Бастианелли      | Эмма Норсгор-Йёргенсен |          |
| 2021 | отменено           | отменено               | отменено               | отменено |
| 2022 | Марта Бастианелли  | Эмма Норсгор-Йёргенсен | Флортье Макай          |          |
| 2023 | Лорена Вибес       | Марта Бастианелли      | Одри Кордон            |          |
| 2024 | Кристен Фолкнер    | Миша Бредеволд         | Пфейффер Джорджи       |          |
| 2025 | Фемке Герритсе     | Лара Гиллеспи          | Сюзанна Андерсен       |          |